# Antrykot
Antrykot (fr. entrecôte, międzyżebrze) – mięso otrzymywane z tuszy wołowej (z tzw. górnicy) lub cielęcej (z tzw. górki) (część przednia ćwierćtuszy). 
Antrykot oddzielony jest od rozbratla pomiędzy szóstym i siódmym kręgiem piersiowym i przyległymi do nich żebrami. Długi mięsień wzdłuż kręgosłupa przyrastający do kręgów piersiowych, a od dołu do żeber, z warstwą tłuszczu i powięzi; również kotlet z takiego mięsa.

## Galeria

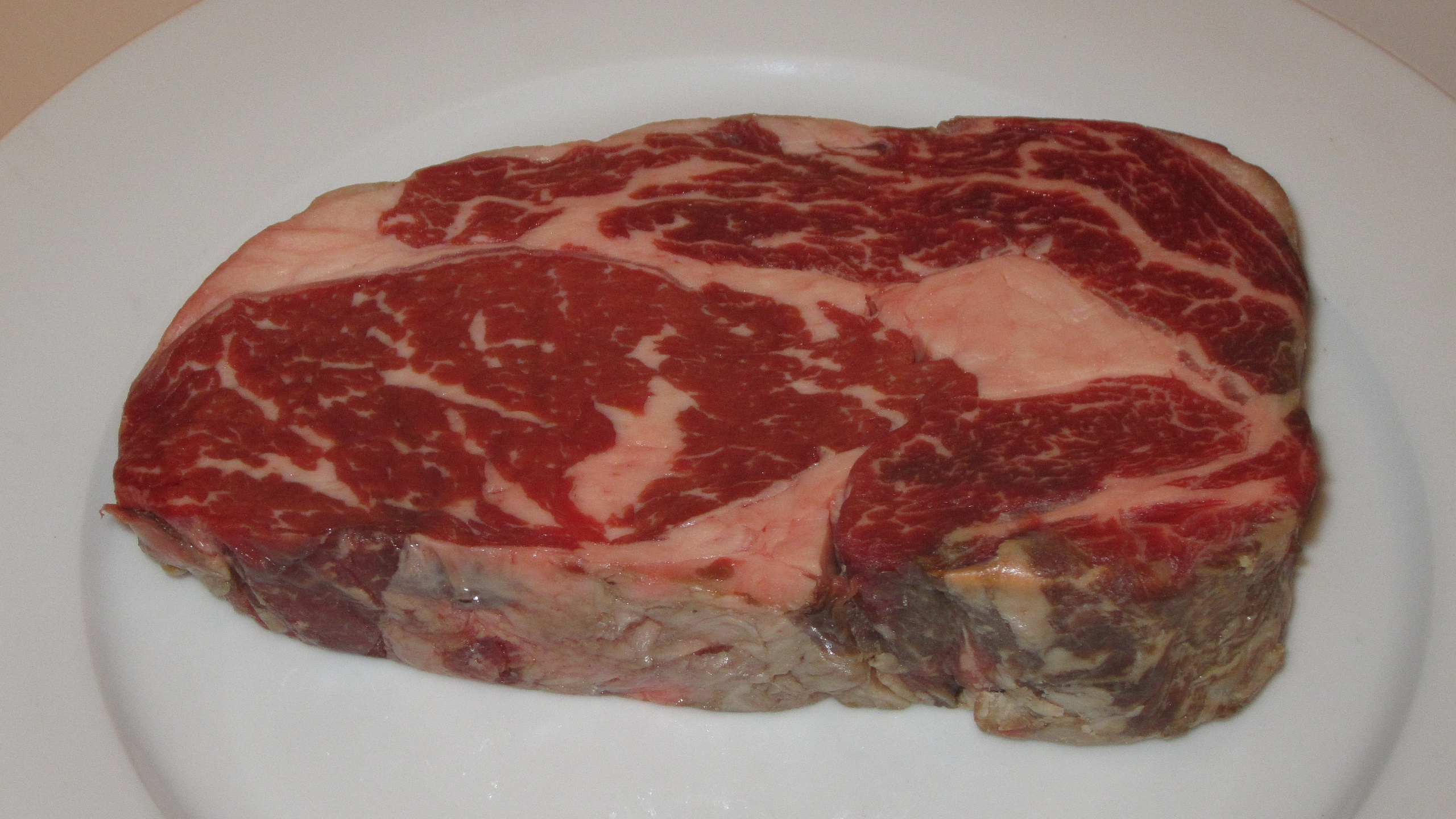
Tradycyjny antrykot
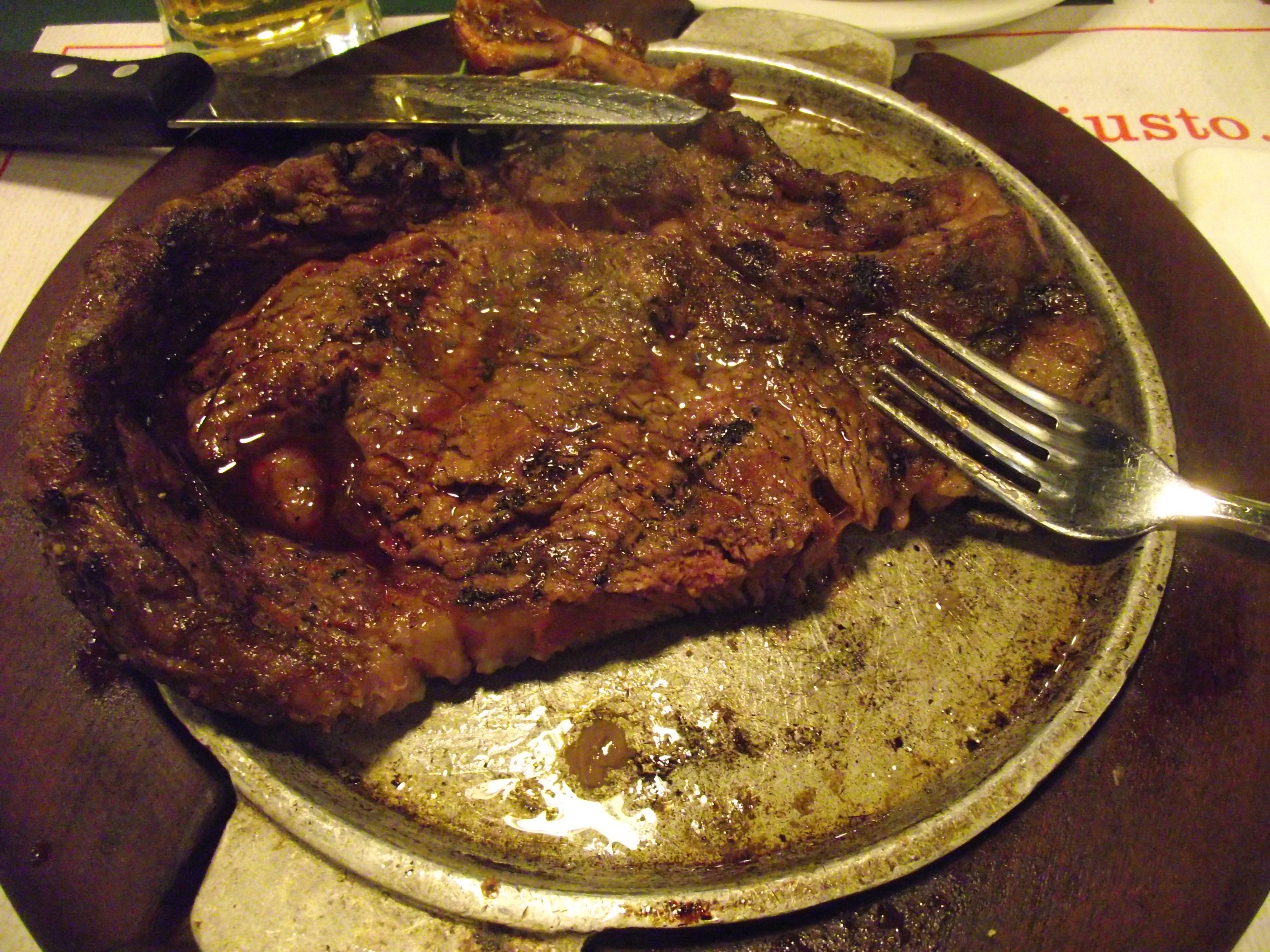
Grillowany stek
Zaznaczona część stosowana do przyrządzania steku